# 第2回ニューヨーク映画批評家協会賞
第2回ニューヨーク映画批評家協会賞は、1936年の優秀な映画に贈られた賞である。1937年1月4日に発表され、1月24日に贈られた。

## 受賞
- 作品賞：
  - オペラハット

- 主演男優賞：
  - ウォルター・ヒューストン - 孔雀夫人

- 主演女優賞：
  - ルイーゼ・ライナー - 巨星ジーグフェルド

- 監督賞：
  - ルーベン・マムーリアン - 歌へ陽気に

- 外国映画賞：
  - 女だけの都（ フランス）